# Craig Sheffer
Craig Eric Sheffer (født 23. april 1960 i York, Pennsylvania) er en amerikansk skuespiller.
Hans mor arbejdede på et plejehjem, og hans far arbejdede som fængselsbetjent og manuskriptforfatter. Hans bror, Hogan Sheffer, er forfatter.[kilde mangler]